# Ліхтенштейн на зимових Олімпійських іграх 2014
Ліхтенштейн на зимових Олімпійських іграх 2014 року у Сочі був представлений 4 спортсменами у 2 видах спорту. Олімпійці країни медалей не здобули.